# Jules e Jim
(François Truffaut)
Jules e Jim (Jules et Jim) è un film del 1962 diretto da François Truffaut.
Il film è tratto dall'omonimo romanzo autobiografico di Henri-Pierre Roché. Lo scrittore avrebbe dovuto scrivere i dialoghi della sceneggiatura, ma morì nell'aprile del 1959. Nove anni dopo, Truffaut adatterà un altro romanzo dello scrittore francese: Le due inglesi.
È la storia di un triangolo amoroso che, all'epoca, suscitò un considerevole scandalo tanto che venne proibito ai minori di 18 anni. In Italia rischiò di non essere distribuito, uscendo nelle sale solo grazie ai buoni uffici di Roberto Rossellini e Dino De Laurentiis. Protagonisti sono una Jeanne Moreau al suo meglio, nei panni di una donna ironicamente sensuale e passionale che persegue l'amore nella sua forma più anarchica e liberatoria, Oskar Werner e Henri Serre.

## Trama
Nel 1907, nel quartiere parigino di Montparnasse, vivono due amici: Jules, austriaco, e Jim, francese. Si tratta di un'amicizia per certi versi "spirituale", fatta di lettura di poesie e grandi discorsi sull'arte, ma anche "pratica", visto che i due si scambiano volentieri le ragazze, finché un giorno non conoscono la giovane Catherine, provocante e passionale. Subito Jules se ne innamora mentre Jim, che capisce di esserne anche lui attratto (ma in un secondo momento), cela i propri sentimenti per non offendere l'amico, già intenzionato a sposarla. Così Jules e Catherine si trasferiscono nel sud della Germania, dove danno alla luce anche una figlia, mentre gli eventi della prima guerra mondiale allontanano Jim dalla coppia.
Quando il tempo ha oramai segnato, logorando e incrinando il matrimonio dei due giovani, Jim va a trovarli. Sceso dal treno, trova una situazione piuttosto inaspettata: l'amico Jules è profondamente cambiato, ha abbandonato la poesia, l'arte e anche il letto coniugale, visto che lui e Catherine dormono in camere separate. Ma Catherine è bella e gioiosa come sempre, e Jim trova ora il coraggio per dichiararle i propri sentimenti. Jules, ancora innamorato della moglie, accetta la relazione dell'amico con lei, pur di non perderla, e accetta perfino la comune convivenza, in un rapporto a tre che finirà per rinsaldare proprio l'amicizia tra il francese e l'austriaco. Il nuovo amore tra Jim e Catherine, invece, è destinato ad avere vita breve, per via delle difficoltà che i due incontrano nel tentativo di avere un figlio.
La conclusione è inaspettata: dapprima Catherine punta una pistola contro il petto di Jim e infine, dopo un pranzo a tre in campagna, si uccide, insieme ad un ignaro Jim, imboccando un ponte distrutto al volante della sua nuova macchina. L'automobile precipita, mentre Jules assiste alla scena. L'epilogo vede la posa delle urne con le ceneri di Catherine e Jim in due loculi vicini.

## Riprese e distribuzione
Girato a Parigi, in Costa Azzurra e in Alsazia dal 10 aprile al 28 giugno 1961 è stato proiettato per la prima volta in pubblico il 24 gennaio 1962.

## Colonna sonora
Con questo film prosegue la collaborazione tra Truffaut e Georges Delerue che aveva già composto le musiche per il precedente lungometraggio del regista francese, Tirate sul pianista.
La colonna sonora di Jules e Jim è la più lunga tra quelle dei film di Truffaut: oltre 54 minuti (cui andrebbero aggiunti un'altra cinquantina di secondi della Marsigliese che fanno da colonna sonora alle sequenze riguardanti la prima guerra mondiale). Si tratta di 40 frammenti di durata variabile tra i 12 e i 190 secondi distribuiti in modo difforme tra la prima e la seconda parte del film: più brevi e numerosi nella prima, più radi e lunghi nella seconda.

## Riconoscimenti
- 1963 -  Premio BAFTA
  - Candidatura Miglior film internazionale
  - Candidatura Miglior attrice straniera per Jeanne Moreau
- 1963 - Nastro d'argento
  - Regista del Miglior film straniero a François Truffaut
- 1963 - Premio Bodil
  - Miglior film europeo a François Truffaut
- 1962 - Festival internazionale del cinema di Mar del Plata
  - Miglior regia a François Truffaut
  - Candidatura Miglior film dalla grande distribuzione a François Truffaut
- 1962 - Cahiers du Cinéma
  - Migliori dieci film a François Truffaut